# Alexandros Panayi

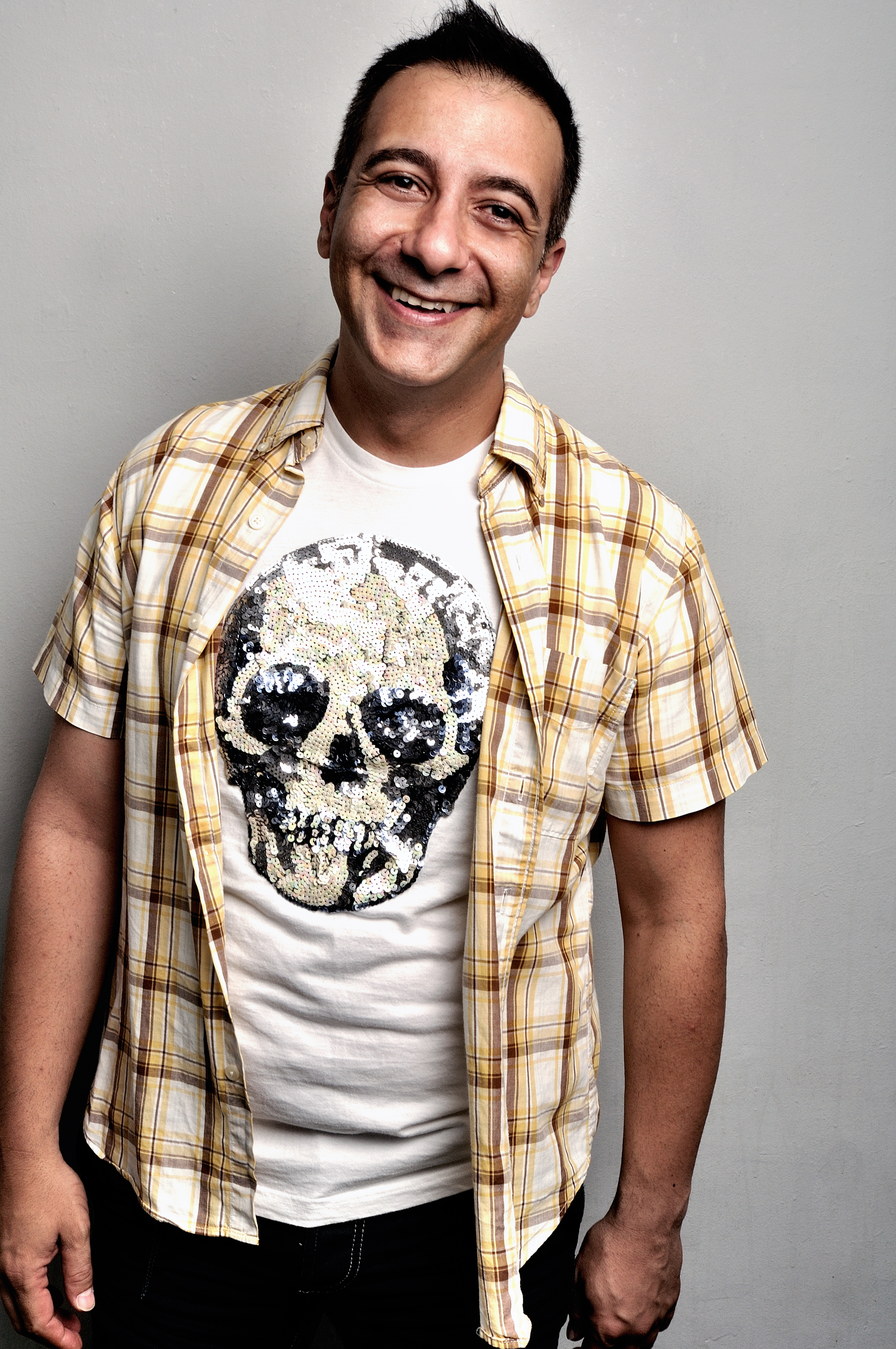
Alexandros Panayi

Alexandros Panayi (Αλέξανδρος Παναγής no alfabeto grego , também conhecido por Alex Panayi), nasceu em Nicósia, Chipre. Alex é um cantor, corista e compositor cipriota, melhor conhecido por ter representado Chipre no Festival Eurovisão da Canção por duas vezes: 1995 e em 2000. 

## Inícios de carreira
Alex Panayi cresceu no seio de uma família de músicos e artistas e fez os primeiros passos na vida musical através da ajuda de seu pai  Panayiotis Panayi (fundador ada primeira orquestra sinfónica de Chipre) e a sua mãe  Klairy Panayi (famosa pianista chipriota). Com 18 anos, ele já era um dos mais importantes cantores e compositores de Chipre), partindo para estudar música no Berklee College of Music em Boston, Massachusetts, sponsored pelo Fulbright Scholarship (BMus, Honors). Durante os cinco anos nos Estados Unidos da América, teve a oportunidade de cantar com artistas como Gary Burton, Peter Erskine, The Manhattan Transfer, The New York Voices Vocal Jazz e Billy Joel. Ele também fez tournés peloa Estados Unidos da América como membro do  The Vocal Summit – um grupo vocal de  capella – ganhando o  the “Outstanding Musicianship Award” da International Association of Jazz Educators (IAJE).

## Festival Eurovisão da Canção
A participação de Panayi no Festival Eurovisão da Canção inclui:
- corista na canção "Apopse as vrethume" (1989);
- vocalista na canção de Elena Patroklou "SOS", 1991;
- cantor e compositor da canção "Sti Fotia" em 1995;
- membro da banda Voice com  Christina Argyri na canção "Nomiza";
- vocalist para a canção de Helena Paparizou na canção, "My Number One" que venceu o Festival Eurovisão da Canção 2005.

## Outros trabalhos
Alex foi o vocalista e co-produtor do álbum Native Hue (com arranjos, orquestração e co-produzido pelo compositor britânico Matheson Bayley), com clássicas canções do Festival Eurovisão da Canção. reinterpretadas em diversos genéros estilos.  
Alex na atualidade vive em Atenas, onde canta com outros cantores como Peggy Zina Kostas Martakis e Anna Vissi. Ele cantou no “Herodion” Theatre na Acrópole e é um músico supervisor para a Disney. Alex é a voz oficial grega de muitas personagens da Disney como  Tigger e em mais de 40 filmes como Tarzan, Mulan, Brother Bear, e outros programas.

## Curiosidades
Alex fala fluentemente a sua língua nativa o grego, inglês e francês.